# Stierslang

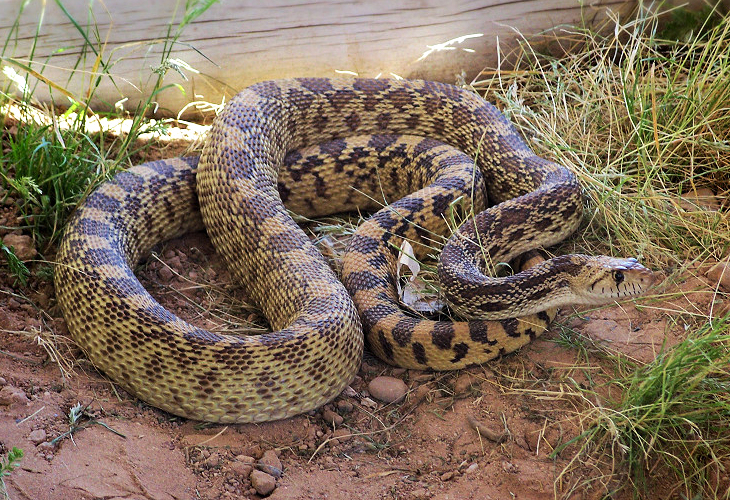
Pituophis catenifer sayi

De stierslang, ook wel westelijke stierslang (Pituophis catenifer) is een slang uit de familie toornslangachtigen en de onderfamilie Colubrinae.
De slang komt voor in delen van Noord-Amerika en leeft in drogere streken zoals duinen en halfwoestijnen. Van de stierslang zijn in 2017 enkele exemplaren gezien in Nederland. De slang is niet giftig en wurgt zijn prooi. Op menu staan voornamelijk knaagdieren en soms vogels.

## Uiterlijke kenmerken
De huidskleur is geel-grijs, met een rij aaneensluitende zwarte vlekken op de rug die op een ketting lijken en waaraan de slang haar naam catenifer (kettingdragend) ontleent. Op elke flank is er ook een rij van afzonderlijke vlekken. De lichaamslengte bedraagt ongeveer 1 tot 2 meter.

## Verspreiding en habitat
De stierslang is endemisch in grote delen van Noord-Amerika, het verspreidingsgebied beslaat delen van het zuidwesten van Canada, het westen van de Verenigde Staten en het noorden van Mexico.
Het noordelijkste deel van het leefgebied van de stierslang is Canada, in de staten Alberta, Brits-Columbia en Saskatchewan. Alleen de ondersoort Pituophis catenifer sayi is hier aangetroffen.
In de Verenigde Staten komen de meeste soorten voor en de stierslangen hebben hier het grootste verspreidingsgebied. Binnen de VS komt de stierslang voor in de staten Arizona, Californië, Colorado, Idaho, Illinois, Indiana, Kansas, Minnesota, Montana, Nebraska, Nevada, New Mexico, North Dakota, Oklahoma, Oregon, South Dakota, Texas, Utah, Washington, Wisconsin en Wyoming.
In Mexico ten slotte komt de stierslang voor in delen van de staten Baja California, Chihuahua, Coahuila, San Luis Potosí, Sinaloa, Tamaulipas en Zacatecas.
Vanwege het enorme areaal en de aanzienlijke populatiegroottes wordt de soort beschouwd als algemeen voorkomend en niet bedreigd door de mens.

### Exoot in Nederland
De slang wordt vanwege de bonte kleuren weleens in gevangenschap gehouden in een terrarium. Soms ontsnappen dieren of worden moedwillig uitgezet en in Nederland wordt de soort beschouwd als een mogelijke exoot. Dit is overigens ook het geval bij andere soorten slangen zoals de Russische rattenslang.
In 2012 werd voor het eerst een exemplaar van de stierslang aangetroffen in IJmuiden. In 2017 bleek dat verschillende exemplaren zijn aangetroffen in de duingebieden nabij Wassenaar. Zowel een doodgereden dier als verschillende waarnemingen van stierslangen doen vermoeden dat er een stabiele populatie is in Nederland. Er is ook een zwanger vrouwtje aangetroffen. Vermoedelijk zijn de slangen of de eieren ervan in het verleden gedumpt in het natuurgebied. Opmerkelijk is dat de in Nederland aangetroffen exemplaren tot twee verschillende ondersoorten behoren. In de Zuidduinen van Katwijk aan Zee, bij Wassenaar (tussen Katwijk en Scheveningen) zijn al een aantal malen stierslangen aangetroffen. Er zijn geen aanwijzingen dat de slang nakomelingen heeft voortgebracht die het hebben overleefd.

## Naamgeving en taxonomie
De Nederlandstalige naam 'stier'slang slaat op het dreiggeluid dat wordt gemaakt bij verstoring. Ook in veel andere talen wordt hiernaar verwezen in de naam, maar ook de gravende levenswijze wordt wel gebruikt in de naam. Voorbeelden zijn de Franstalige namen serpent-taupe (mol-slang) en serpent-taureau (stier-slang).
De westelijke stierslang is een van de zes soorten uit het geslacht van de stierslangen (Pituophis). Henri Marie Ducrotay de Blainville beschreef deze soort voor het eerst in 1835 als Coluber catenifer. Later is ook wel de naam Pityophis catenifer gebruikt. De geslachtsnaam Pituophis is een samentrekking van de Griekse woorden pitys (den) en ophis, dat slang betekent. De soortaanduiding is afgeleid uit het Latijn en betekent vrij vertaald 'kettingdragend'; catena = ketting en -ifera = dragend. Deze naam slaat op de lichaamskleur van donkere vlekken op een lichtere achtergrond.

### Ondersoorten
Er worden acht ondersoorten erkend, die verschillen in uiterlijk en verspreidingsgebied. Er zijn verschillende voormalige ondersoorten bekend zoals Pituophis catenifer coronalis, die alleen bekend was van het schiereiland Coronado. Deze vorm wordt tegenwoordig niet meer erkend als een ondersoort. Pituophis catenifer insulanus komt enkel voor op het eiland Isla de Cedros aan de westkust van Baja California. Deze soort wordt in de IUCN Red List beschouwd als een aparte soort Pituophis insulanus.
| Ondersoorten van de stierslang   | Ondersoorten van de stierslang  | Ondersoorten van de stierslang |
| -------------------------------- | ------------------------------- | --- |
| Afbeelding                       | Naam                            | Verspreidingsgebied |
|                                  | Pituophis catenifer affinis     | Verenigde Staten (Arizona, Californië, New Mexico, Texas), Mexico (Zacatecas, Sinaloa, San Luis Potosí, Coahuila, Chihuahua) |
|                                  | Pituophis catenifer annectens   | Verenigde Staten (Californië) en Mexico (Baja California) |
|                                  | Pituophis catenifer catenifer   | Verenigde Staten (Brits-Columbia, Californië, Oregon en Washington) |
|                                  | Pituophis catenifer deserticola | Verenigde Staten (Arizona, Californië, Colorado, Idaho, Nevada, New Mexico, Oregon, Utah, Washington, Wyoming) |
| Plaats uw zelfgemaakte foto hier | Pituophis catenifer fulginatus  | Mexico (Baja California) |
| Plaats uw zelfgemaakte foto hier | Pituophis catenifer insulanus   | Mexico (Baja California) |
| Plaats uw zelfgemaakte foto hier | Pituophis catenifer pumilus     | Verenigde Staten (Californië) |
|                                  | Pituophis catenifer sayi        | Canada (Alberta en Saskatchewan), Verenigde Staten (Colorado, Illinois, Indiana, Kansas, Minnesota, Montana, Nebraska, New Mexico, North Dakota, Oklahoma, South Dakota, Texas, Wisconsin, Wyoming) en Mexico (Chihuahua, Coahuila, Tamaulipas) |